# 上泉站 (日本)
上泉站（日语：／ Kamiizumi eki */?）是位於群馬縣前橋市上泉町281番地，屬於上毛電氣鐵道的上毛線車站。

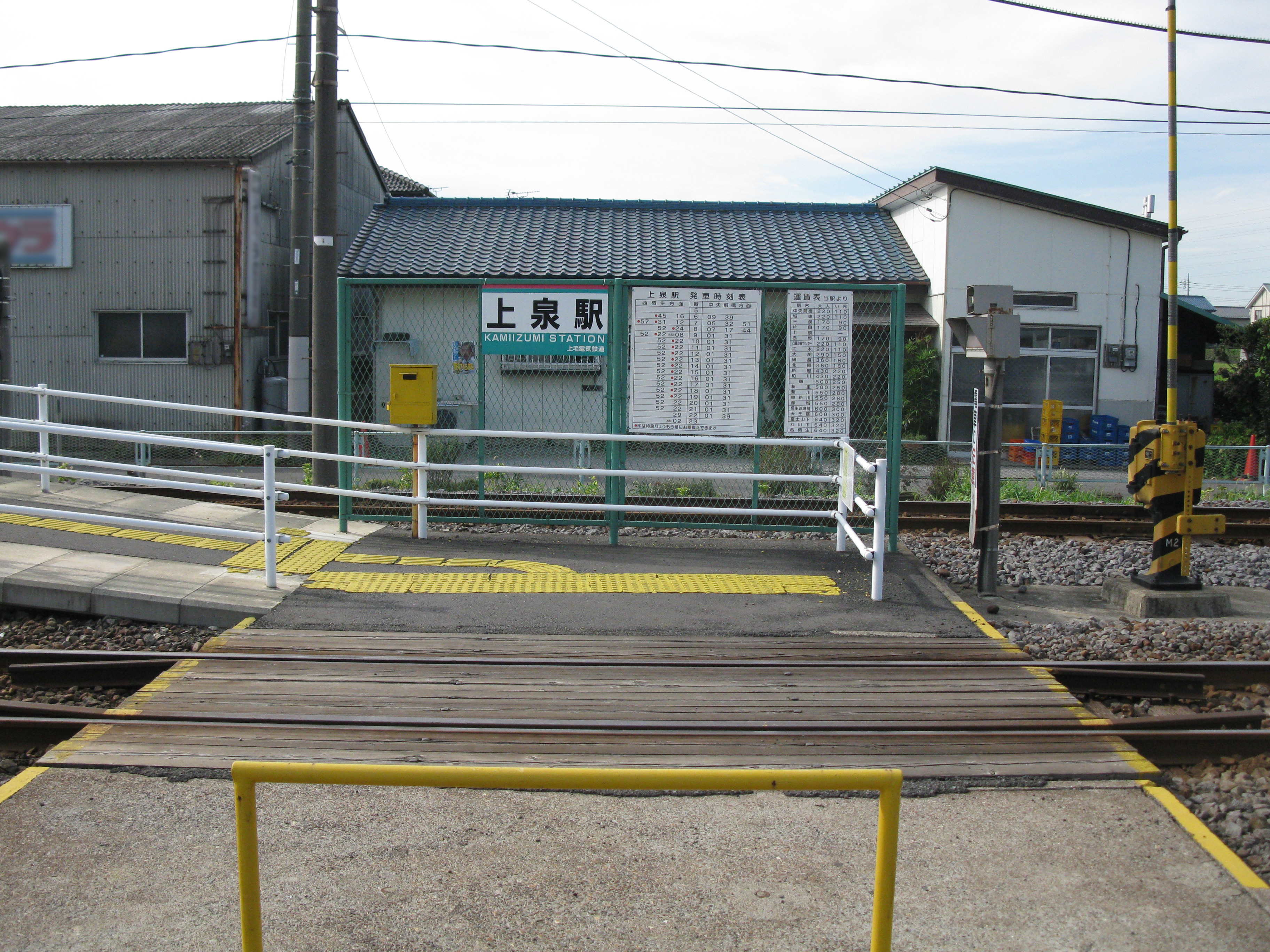
車站入口（2010年9月）

## 歷史
此站曾鄰接由上毛電鐵直營的泳池（竹之花泳池），只於夏天營業。隨著河川進行工程而廢止。
- 1928年（昭和3年）11月10日 - 車站啟用[2]。
- 1965年（昭和40年）9月8日 - 隨著河川進行工程，車站向南遷移5米，同時鄰接的泳池也廢止。
- 1983年（昭和58年）7月1日 - 成為無人車站。

## 車站構造
此站是地面車站，設有1面2線的島式月台。此站是無人車站。月台上設有電話亭。車站鄰接維護路軌區。

### 月台
| 月台         | 路線    | 方向         |
| ------------ | ------- | ------------ |
| 車站入口一方 | ■上毛線 | 西桐生方向   |
| 車站入口對面 | ■上毛線 | 中央前橋方向 |

## 使用狀況
以下為近年1日平均上下車人次變化。
| 上下車人次變化 | 上下車人次變化 |
| 年度           | 1日平均人次    |
| -------------- | -------------- |
| 2011年         | 96             |
| 2012年         | 100            |
| 2013年         | 98             |
| 2014年         | 100            |
| 2015年         | 108            |

## 車站周邊
- 前橋市政廳（日语：前橋市役所）桂萱出張所
- 前橋上泉郵局
- 桂萱公民館
- 學校膳食廚房
- 諏訪神社
- 國土交通省關東運輸局群馬運輸分局
- 前橋新鮮食品綜合地方批發市場

## 相鄰車站
上毛電氣鐵道
上毛線
片貝－上泉－赤坂

## 注腳
1. ↑  沿線案内 （页面存档备份，存于）（日語） - 上毛電氣鐵道，2015年5月14日參閲。
2. ↑  「地方鉄道運輸開始」『官報』1928年11月19日（國立國會圖書館數碼化收藏）
3. ↑  国土数値情報(駅別乗降客数データ)  （页面存档备份，存于） - 国土交通省、2020年9月21日參閲

## 外部連結
- 上毛電氣鐵道　沿線資訊 （页面存档备份，存于）（日語）